# Петар Иванковић
Прота Петар Пејо Иванковић (Јошавк, 1860—1941) био је српски духовник, просвјетитељ и оснивач народне основне школе у Јошавки 1910 године, у вријеме када су се у бањалучкој регији налазиле свега четири основне школе.

## Биографија
Прота Петар Иванковић сматра се једним од најчувенијих људи челиначког краја. Након завршене основне школе у селу Јошавка похађао је Бањалучку богословију коју је основао покојни Васа Пелагић и у којој је било свега 219 ученика, а од тог броја школу је завршило свега њих 67. Међу њима био је и прота Иванковић. Ова школа укинута је у љето 1875. године, а њен учитељ и ђаци су оптужени да су учествовали у устанку у Босанској Крајини. У чин ђакона рукоположен је 5. октобра 1879. године, а у чин јереја 16. августа 1880. године. Црвени појас додијелио му је 1893. године митрополит дабробосански Ђорђе Николајевић. За протојереја је постављен 1928. године, а десет година касније, усљед старости и изнемоглости, стављен је у пензију. Преминуо је 6. фебруара 1941. године, послије дуже болести.

## Духовни и просвјетитељски рад
У вријеме проте Петра Иванковића, Јошавка је припадала Бањалучком протопрезвитеријату, у оквиру кога је било 11 цркава и један манастир, а обухватао је 111 села и 20 парохија, са 4.376 кућа и 41.526 душа.
Поред преданости цркви и своме народу покојни прота Иванковић подигао је одмах послије окупације Босне и Херцеговине у своме селу Јошавка прву српску основну школу у којој је сам дуже времена био учитељ. Осим тога, предавао је и вјеронауку у пет околних села. Био је члан многих културних и просвјетних установа и друштава, и на многе начине помагао своме народу. Прота Петар је, сасвим извјесно, био оснивач и Српског просвјетног и културног друштва "Просвјета" у Јошавци, чији се одбор помиње још 1923. године, а дјеловао је до Другог свјетносг рата. За вријеме његовог службовања, 1926. године, у Јошавци је подигнут Храм Успења пресвете Богородице. 
Због рада проте Петра Иванковића аустроугарске власти мотриле су на њега и прогониле га током свјетског рата. 
Нешто о плодном духовном и просвјетном раду проте Иванковића може се пронаћи у часопису "Дабро-босански источник" који је излазио у периоду од 1887. до 1911. године у Сарајеву, а издавала га је Митрополија дабробосанска и био је намијењен за црквене и просвјетне потребе српско-православног свештенста и народа у БиХ.
На гробљу у Горњој Јошавки налази се споменик који је прота Петар подигао својој кћерки Савки (рођеној 1881. године), првој супрузи вође равногорског покрета Раде Радића, а која је преминула три дана након порођаја.